# Đại dịch COVID-19 tại São Tomé và Príncipe
Bài viết này ghi lại các tác động của đại dịch COVID-19 ở São Tomé và Príncipe, và có thể không bao gồm tất cả các phản ứng và biện pháp chính hiện đại.

## Dòng thời gian
Vào ngày 12 tháng 4, São Tomé và Príncipe đã xác nhận trường hợp COVID-19 đầu tiên của nước này.
Tính đến hết ngày 13 tháng 4 năm 2024, São Tomé và Príncipe ghi nhận 6,778 trường hợp nhiễm COVID-19 và 80 trường hợp tử vong.